# Cerdedo
Cerdedo era un municipi de la província de Pontevedra, a Galícia. Pertanyia a la Comarca de Tabeirós-Terra de Montes. Limitava al nord amb A Estrada i Forcarei, a l'oest amb Cotobade i Campo Lameiro i a l'est amb Forcarei.
L'any 2016 es va fusionar amb el municipi veí de Cotobade, formant el nou municipi de Cerdedo-Cotobade.
| 5.331 | 5.265 | 5.888 | 4.251 | 2.308 |
| Fonts: INE i IGE (Els criteris de registre censal variaren i les dades de l'INE i de l'IGE poden no coincidir.) |       |       |       |       |

## Parròquies
- Castro (Santa Baia)
- Cerdedo (San Xoán)
- Figueiroa (San Martiño)
- Folgoso (Santa María)
- Parada (San Pedro)
- Pedre (Santo Estevo)
- Quireza (San Tomé)
- Tomonde (Santa María)